# Arturo Ithurralde
Arturo Ithurralde (Buenos Aires, 1934. március 6. – 2017. június 3.) argentin nemzetközi labdarúgó-játékvezető. Teljes neve: Arturo Andres Ithurralde. Egyéb foglalkozása: banktisztviselő.

## Pályafutása

### Nemzeti játékvezetés
A játékvezetői vizsgát 1960-ban tette le. A küldési gyakorlat szerint rendszeres partbírói tevékenységet is végzett. 1968-ban lett az I. Liga játékvezetője. A nemzeti játékvezetéstől 1984-ben vonult vissza.

### Nemzetközi játékvezetés
Az Argentin labdarúgó-szövetség Játékvezető Bizottsága (JB) terjesztette fel nemzetközi játékvezetőnek, a Nemzetközi Labdarúgó-szövetség (FIFA) 1970-től tartotta nyilván bírói keretében. A FIFA JB központi nyelvei közül a spanyolt beszéli. Több nemzetek közötti válogatott és klubmérkőzést vezetett, vagy működő társának partbíróként segített. Az argentin nemzetközi játékvezetők rangsorában, a világbajnokság sorrendjében többedmagával a 12. helyet foglalja el 1 találkozó szolgálatával. Az aktív nemzetközi játékvezetéstől 1984-ben a FIFA JB 50 éves korhatárát elérve búcsúzott.

#### Labdarúgó-világbajnokság

##### U20-as labdarúgó-világbajnokság
Tunézia az 1., az 1977-es ifjúsági labdarúgó-világbajnokságot, Japán a 2., az 1979-es ifjúsági labdarúgó-világbajnokságot rendezte, ahol a FIFA JB hivatalnoki feladatokkal bízta meg.

##### 1977-es ifjúsági labdarúgó-világbajnokság
| Időpont          | Helyszín                 | Mérkőzés típusa              | Mérkőzés              | Eredmény |
| ---------------- | ------------------------ | ---------------------------- | --------------------- | -------- |
| 1977. június 30. | El Menzah Stadion, Rades | csoportmérkőzés (A. csoport) | Tunézia–Franciaország | 0 : 1    |

##### 1979-es ifjúsági labdarúgó-világbajnokság
| Időpont             | Helyszín                 | Mérkőzés típusa              | Mérkőzés                 | Eredmény | Nézők száma |
| ------------------- | ------------------------ | ---------------------------- | ------------------------ | -------- | ----------- |
| 1979. augusztus 26. | Városi Stadion, Jokohama | csoportmérkőzés (D. csoport) | Szovjetunió–Magyarország | 5 : 1    | 7 000       |

---
A világbajnoki döntőhöz vezető úton Argentínába a XI., az 1978-as labdarúgó-világbajnokságra és Spanyolországba a XII., az 1982-es labdarúgó-világbajnokságra a FIFA JB bíróként/partbíróként alkalmazta. Selejtező mérkőzéseket a CONMEBOL és az OFC zónában irányított. A FIFA JB elvárása szerint, ha nem vezetett, akkor partbíróként tevékenykedett. 1978-ban négy csoportmérkőzés közül három esetben egyes számú besorolást kapott, játékvezetői sérülés esetén továbbvezethette volna a találkozót. 1982-ben egy csoportmérkőzésen 2. számú besorolást kapott. Világbajnokságon vezetett mérkőzéseinek száma: 1 + 5 (partbíró).

##### 1978-as labdarúgó-világbajnokság

###### Selejtező mérkőzés
| Időpont           | Helyszín                    | Mérkőzés típusa                         | Mérkőzés        | Eredmény |
| ----------------- | --------------------------- | --------------------------------------- | --------------- | -------- |
| 1977. március 27. | Nemzeti Stadion, Montevideo | előselejtező (2. csoport-, 2. mérkőzés) | Uruguay–Bolívia | 2 : 2    |

###### Világbajnoki mérkőzés
| Időpont          | Helyszín                                  | Mérkőzés típusa              | Mérkőzés                 | Játékvezető             | Eredmény | Nézők száma |
| ---------------- | ----------------------------------------- | ---------------------------- | ------------------------ | ----------------------- | -------- | ----------- |
| 1978. június 1.  | GSP Stadion, Nicosia                      | csoportmérkőzés (2. csoport) | NSZK–Lengyelország       | Ángel Norberto Coerezza | 0 : 0    | 67 579      |
| 1978. június 7.  | José María Minella Stadion, Mar del Plata | csoportmérkőzés (3. csoport) | Brazília–Spanyolország   | Sergio Gonella          | 0 : 0    | 34 771      |
| 1978. június 11. | José Amalfitani Stadion, Buenos Aires     | csoportmérkőzés (3. csoport) | Spanyolország–Svédország | Ferdinand Biwersi       | 1 : 0    | 46 765      |
| 1978. június 14. | Chateau Carreras Stadion, Córdoba         | A. csoport (2. kör)          | Ausztria–Hollandia       | John Gordon             | 1 : 5    | 25 050      |

##### 1982-es labdarúgó-világbajnokság
| Időpont            | Helyszín                   | Mérkőzés típusa             | Mérkőzés               | Eredmény |
| ------------------ | -------------------------- | --------------------------- | ---------------------- | -------- |
| 1981, július 26.   | Városi Stadion, Bogotá     | előselejtező (2. csoport)   | Kolumbia–Peru          | 1 : 1    |
| 1981. november 28. | Központi Stadion, Auckland | döntő csoport (1. mérkőzés) | Új-Zéland–Szaúd-Arábia | 2 : 2    |

###### Világbajnoki mérkőzés
| Időpont          | Helyszín                 | Mérkőzés típusa              | Mérkőzés                  | Játékvezető           | Eredmény |
| ---------------- | ------------------------ | ---------------------------- | ------------------------- | --------------------- | -------- |
| 1982. június 16. | Városi Stadion, Valencia | csoportmérkőzés (5. csoport) | Spanyolország–Honduras    | Arturo Ithurralde     | 1 : 1    |
| 1982. június 20. | Városi Stadion, Valencia | csoportmérkőzés (5. csoport) | Spanyolország–Jugoszlávia | Henning Lund-Sørensen | 2 : 1    |

#### Copa América
Uruguay az 1975-ös Copa América, Paraguay az 1983-as Copa América labdarúgó tornát rendezte. A CONMEBOL JB bíróként foglalkoztatta.

##### 1975-ös Copa América

###### Copa América mérkőzés
| Időpont             | Helyszín                           | Mérkőzés típusa              | Mérkőzés      | Eredmény | Nézők száma |
| ------------------- | ---------------------------------- | ---------------------------- | ------------- | -------- | ----------- |
| 1975. augusztus 13. | Nemzeti Stadion, Santiago de Chile | csoportmérkőzés (B. csoport) | Chile–Bolívia | 4 : 0    | 15 000      |
| 1975. október 4.    | Alejandro Villanueva Stadion, Lima | egyik elődöntő               | Peru–Brazília | 0 : 2    | 55 000      |

##### 1983-as Copa América

###### Copa América mérkőzés
| Időpont           | Helyszín                      | Mérkőzés típusa              | Mérkőzés     | Eredmény |
| ----------------- | ----------------------------- | ---------------------------- | ------------ | -------- |
| 1983. október 20. | Marcel Saupin Stadion, Nantes | csoportmérkőzés (7. csoport) | Uruguay–Peru | 1 : 1    |